# Troisfontaines-la-Ville
Troisfontaines-la-Ville é uma comuna francesa na região administrativa de Grande Leste, no departamento de Haute-Marne. Estende-se por uma área de 37,88 km². Em 2010 a comuna tinha 443 habitantes (densidade: 11,7 hab./km²).